# Das Tagebuch der Redegonda
Das Tagebuch der Redegonda ist eine Erzählung von Arthur Schnitzler, die, 1909 entstanden, im Oktober 1911 in den Süddeutschen Monatsheften in München erschien. Der Autor nahm die kleine phantastische Geschichte in seine Novellensammlung "Masken und Wunder" (S. Fischer, Berlin 1912) auf.

## Inhalt
Der Erzähler meint, der junge Dr. Gottfried Wehwald gäbe – extra nur für ihn – nachts im Stadtpark auf der Bank die folgende Geschichte zum Besten: Dr. Wehwald von der politischen Behörde verliebt sich in Redegonda, die Gattin des Rittmeisters Baron T. vom Dragonerregiment X in der Kleinstadt Z. Die Neigung wird erwidert. Dem Paar gelingt es, die Beziehung vor dem Rittmeister zu verbergen. Die Katastrophe nimmt ihren Lauf, als das Dragonerregiment nach Galizien versetzt werden soll. Redegonda hatte die Geschichte ihrer Liebe ihrem Tagebuch anvertraut. Die junge Frau war gestorben – vermutlich vor Schreck – als der Gatte ihr Zimmer betreten hatte und die Gattin mit dem aufgeschlagenen Buche überraschte. Der Rittmeister vermutet in Wehwald den Herzensbrecher und konfrontiert den Doktor mit dem Tagebuch. Wehwald liest und nickt bestätigend. Man duelliert sich.
Der Erzähler wirft ein: "Und Sie haben ihn getötet?" Dr. Wehwald muss verneinen. Er selbst wurde vom Rittmeister erschossen für eine "Tat", die er noch gar nicht begangen hatte. Auf einmal ist Dr. Wehwald herunter von der Parkbank, ist spurlos verschwunden. Der Erzähler hat sich die Anwesenheit des Doktors eingebildet, vermutlich, weil er tags zuvor eine Zeitungsnotiz gelesen hatte. Darin war von einem Rittmeister Teuerheim die Rede gewesen, der einen Freund des Erzählers, einen gewissen Dr. Wehwald, ins Jenseits befördert hatte. Zuvor war Redegonda mit ihrem wirklichen Geliebten, einem jungen Leutnant aus dem Regiment des Rittmeisters, durchgebrannt.

## Rezeption
- Als gesichert können in der Geschichte nach Perlmann[2] eigentlich nur zwei Fakten gelten: Erstens, der Erzähler auf der Bank nachts im Park und zweitens der tödliche Ausgang des Duells für Dr. Wehwald. Alles andere gehört höchstwahrscheinlich in das Reich der Fiktion.[3]
- Scheffel[4] räumt ein, der Autor verbürge sich nicht für den Wahrheitsgehalt des Erzählten.
- Nach Sprengel[5] wird Dr. Wehwald von Schnitzler verspottet, weil der verliebte Narr für eine Liebe büßt, die er gar nicht erklärt hat.